# Илья-Гранди
И́лья-Гра́нди (порт. Ilha Grande) — остров в Атлантическом океане. Является частью муниципалитета Ангра-дус-Рейс бразильского штата Рио-де-Жанейро.

## География
Находится неподалёку от побережья Бразилии, в 103 км от Рио-де-Жанейро, в 432 км от Сан-Пауло. Остров находится в группе островов Ангры, и является крупнейшим из них по величине.
Имеет площадь 193 км². Самая высокая точкой острова Пик Pedra D’Agua — 1031 м. Население острова — 2500 человек.

## История
Был открыт португальцами в 1502 году. Они назвали его за свои размеры — Илья-Гранди (в переводе с португальского «большой остров»).
Остров не представлял интереса для немедленной колонизации и долгое время оставался почти не тронутым цивилизацией. Многие годы остров служил убежищем для пиратов. В XVII—XVII веках за обладание островом боролись голландские, португальские и французские корсары. Постепенно на острове начали строиться фазенды, где выращивали бананы, сахарный тростник, сладкий картофель и кофе. В начале XIX века остров трижды был атакован аргентинцами, но фазендейро смогли отстоять свой остров.
В конце XIX века здесь была сооружена тюрьма строгого режима. Самый известный заключённый — писатель Грасилиано Рамос.
В целом остров заселялся и осваивался медленно, и ему удалось сохранить свою природу почти нетронутой. Всё это способствует активному развитию туризма на острове.